# Abschnittsbefestigung Einsbach
Der Abschnittsbefestigung Einsbach ist ein abgegangener frühmittelalterlicher Ringwall bei 545 m ü. NHN 870 m nordöstlich der Pfarrkirche St. Margaretha in Einsbach, einem Gemeindeteil der Gemeinde Sulzemoos im Landkreis Dachau in Bayern.
Die Anlage wird als Bodendenkmal unter der Aktennummer D-1-7733-0159 als „Ringwall des frühen Mittelalters“ geführt.

## Beschreibung
Die in etwa dreieckige Anlage misst an der Basis etwa 140 m und besitzt Seitenlängen von 180 m. Sie liegt heute in einem Waldgebiet. 
In der Gemeinde Sulzemoos befinden sich weitere vor- und frühgeschichtliche Befestigungsanlagen:
550 m nordwestlich befindet sich die Befestigung bei Lederhof, die unter der Aktennummer D-1-7733-0162 als „mehrgliedriger Ringwall vor- und frühgeschichtlicher Zeitstellung“ genannt ist; 800 nordöstlich liegt die Abschnittsbefestigung bei Lederhof, die unter der Aktennummer D-1-7733-0161 als „Abschnittsbefestigung vor- und frühgeschichtlicher Zeitstellung“ geführt wird, und 1000 m nordwestlich liegt eine „Wall-Graben-Anlage vor- und frühgeschichtlicher Zeitstellung“, welche unter der Aktennummer D-1-7733-0160 beschrieben wird.